# The Beatles' Hits
The Beatles' Hits es el segundo EP por The Beatles, publicado el 6 de septiembre de 1963, contiene canciones de Please Please Me y otros sencillos. Como todos los EP de The Beatles solo fue publicado en mono. Parlophone lo catalogó GEP 8880. Este EP alcanzó el puesto n.º17 en ventas comunes, pero el puesto número uno en ventas de EP.
Aunque el título del EP connota que contiene éxitos de The Beatles, solo con apenas tres años de vida y un único álbum (aunque dos meses y medio después se aparecería With The Beatles), a diferencia de su antecesor Twist and Shout (EP), tres de las cuatro canciones de este EP fueron lanzadas como lado A en sencillos individuales, además de ser los primeros tres sencillos de la banda los cuales son: "From Me to You", "Please Please Me", "Love Me Do". La canción que no es un sencillo es "Thank You Girl", que fue puesta como lado B de "From Me to You". La foto de la portada de este EP serviría para la portada del primer álbum estadounidense Introducing... The Beatles.
En 1981 The Beatles' Hits fue compilado en The Beatles EP Collection en formato de discos de vinilo, y más tarde en 1992 en The Beatles Compact Disc EP Collection en formato de varios discos compactos.

## Lista de canciones
Todas las canciones escritas y compuestas por McCartney—Lennon. 
| Cara 1 |                  |                     |          |  |
| N.º    | Título           | Vocalista principal | Duración |  |
| 1.     | «From Me to You» | Lennon y McCartney  | 1:58     |  |
| 2.     | «Thank You Girl» | Lennon y McCartney  | 2:05     |  |

| Cara 2 |                    |                     |          |  |
| N.º    | Título             | Vocalista principal | Duración |  |
| 1.     | «Please Please Me» | Lennon              | 2:04     |  |
| 2.     | «Love Me Do»       | McCartney           | 2:22     |  |